# Visione distolta
La visione distolta è una tecnica di osservazione usata (in vari àmbiti) per vedere o per migliorare la visione di oggetti scarsamente luminosi, o altrimenti invisibili con la normale osservazione diretta (visione foveale, fotopica, centrale, di fissazione). In pratica, sfruttando la morfologia della retina, viene usata la zona periferica e dunque la visione scotopica (dei bastoncelli), indirizzando lo sguardo lateralmente (in media tra 8° e 18° dal centro) e spostando così l'oggetto da osservare in una zona con maggiore sensibilità retinica, mantenendo però l'attenzione mentale sul oggetto. 
Oltre alla navigazione marittima e ad altri àmbiti militari, questa tecnica risulta molto utile anche in astronomia osservativa, sia ad occhio nudo che in ausilio di strumenti ottici, poiché consente di osservare/vedere oggetti di luminosità debolissima; secondo alcuni astrofili, questa tecnica consentirebbe di guadagnare anche fino a 3-4 magnitudini.
Vi sono alcuni indizi che la visione distolta fosse già in uso in epoche remote, come sembra abbia riferito Aristotele durante la sua osservazione di un ammasso aperto noto oggi come M41.

## Fisiologia
La visione distolta funziona perché nella fovea, ossia la parte centrale dell'occhio, non ci sono bastoncelli, le cellule specializzate nella cattura della luce in bianco e nero; la fovea contiene solo coni, che rivelano i colori della luce, ma non sono utili durante la notte. La densità di bastoncelli di solito raggiunge un massimo intorno ai 20 gradi dal centro della visione (fuoco). Tuttavia, a causa del tipo di connessione tra le cellule ed il sistema nervoso la parte più sensibile dell'occhio è di solito compresa fra gli 8 ed i 16 gradi dal centro.
È da notare inoltre che esiste una direzione distolta privilegiata, a seconda dell'osservatore; per un osservatore che tende ad usare l'occhio destro per il fuoco, è meglio spostarsi verso destra, mentre per un osservatore dove predomina l'occhio sinistro è meglio spostare il fuoco a sinistra.